# Wilhelm Wien
Wilhelm Carl Werner Otto Fritz Franz Wien (Fischhausen, 13. siječnja 1864. – München, 30. kolovoza 1928.), njemački fizičar.
- 1911. - Nobelova nagrada za fiziku